# Стародуб, Елена Юрьевна
Елена Юрьевна Стародуб (род. 26 июля 1963, Москва) — советская и российская актриса театра и кино, заслуженная артистка Российской Федерации (1995).

## Биография
Елена Юрьевна Стародуб родилась 26 июля 1963 года в Москве. В 1986 году окончила Ярославский государственный театральный институт (мастерская Фирса Шишигина). После окончания ВУЗа служила в московском театре «Драматург».
С 1989 по 2002 год — ведущая актриса «Театра на Покровке»: более десяти крупных актёрских работ, почти все главные роли. За роль Маши в спектакли «Три сестры» удостоена премии «Золотая карета» (лучшая женская роль), Лауреат Государственной премии Российской Федерации за роль Агафьи Тихоновны в спектакле «Женитьба».
Елену не раз приглашали и в другие театры. Среди таких работ: роль Аркадиной в спектакле «Чайка» Рижского Театра Русской Драмы; Соня в спектакле «Роман с кокаином» Театр им. Гоголя. Является обладательницей премии «Золотая лира» за роль Елены Андреевны в спектакле «Дядя Ваня» Международной Чеховской Лаборатории. Снимается в кино и телесериалах, не раз принимала участие в радио и телевизионных передачах. 
В 2002 году была ведущей программы «Театральная гостиная» на телеканале «Культура».
С 2002 по 2018 год — ведущая актриса московского драматического театра «Модернъ» под руководством Светланы Враговой.
Пишет стихи.

## Фильмография
- 1992 — 22 ровно в 4 часа… — Дуняша
- 1996 — Женитьба (фильм-спектакль) — Агафья Тихоновна
- 1999 — Страстной бульвар — Галя
- 2003 — Тотализатор — Даша
- 2004 — Любовные авантюры (5 серия, новелла «Мари») — мать Росселена
- 2004 — Молоды и счастливы — аферистка
- 2005 — Аэропорт (22 серия «Проповедник») — мать
- 2005 — Атаман — жена Ремнева
- 2006 — Любовь как любовь — эпизод
- 2006 — Адъютанты любви — фаворитка
- 2007 — Дом на набережной — эпизод
- 2007 — Тяжёлый песок (5-я серия) — эпизод
- 2008 — Человек без пистолета — Елена Володина
- 2008 — Трюкачи — хозяйка модельного агентства
- 2008 — 2011 — Обручальное кольцо — Алла Даниловна Лукина
- 2009 — Наши соседи — Тамара
- 2009 — Закон и порядок: отдел оперативных 
расследований (3-й сезон «Право на смерть») — Лидия Карпова
- 2011 — МосГорСмех (скетчком) — Алла
- 2011 — Пыльная работа — Валентина Дмитриевна Ерофеева
- 2015 — Профиль убийцы 2 — мать Ольги
- 2017 — Неизвестный (18-я серия) — Анна Леонидовна Стрельцова

## Театр

### Московский театр «Драматург»
- «Гусятин до востребования» О. Кучкиной

### Театр на Покровке
- «Три сестры» А. П. Чехова — Маша
- «Пленный дух» М. И. Цветаевой — Марина Цветаева
- «Месяц в деревне» И. Тургенева — Наталья Петровна
- «Сцены из супружеской жизни» Ингмар Бергмана — Марианна
- «Пробное интервью на тему свободы» М. Арбатова — Маргарита
- «Женитьба» Н. В. Гоголя — Агафья Тихоновна
- «Гамлет» У. Шекспира — Гертруда
- «Кабала святош» М. А. Булгакова — Мадлена
- «Ревность» М. П. Арцыбашева — Юлия
- «В тишине» В. Малягина — Наташа

### Театр «Модернъ»
- «Петля» Р. Ибрагимбекова (реж. Светлана Врагова, Рустам Ибрагимбеков) — Нина
- 2005 — «Старый дом» А. Н. Казанцева  (реж. Светлана Врагова) — Юлия Михайловна
- 2007 — «Мои дорогие мужчины» Р. Ибрагимбекова (реж. Рустам Ибрагимбеков, Анатолий Юников) — Люся
- 2007 — «Дядюшкин сон» Ф. М. Достоевского (реж. Борис Щедрин) — Софья Петровна Карпухина
- 2008 — «Саломея» О. Уайлда (реж. Владимир Агеев) — Иродиада
- 2014 — «Фантазии» по пьесе А. Н. Соколовой «Фантазии Фарятьева» (реж. Светлана Врагова) — Мать Александры и Любови
- 2015 — «Он. Она. Они» Ю. М. Полякова (реж. Светлана Врагова, Олег Царёв) — Маргарита Львовна, её босс
- 2017 — «Война глазами детей» (автор и реж. Светлана Горшкова)
- 2017 — «О дивный новый мир» О. Хаксли (реж. Юрий Грымов) — Линда

### Рижский Театр Русской Драмы им. М. Чехова
- «Чайка» А. П. Чехова — Аркадина

### Театр им. Гоголя
- «Роман с кокаином» М. Агеева — Соня

### Международная чеховская лаборатория
- «Вишнёвый сад» А. П. Чехова — Раневская
- «Дядя Ваня» А. П. Чехова — Елена Андреевна

## ЦДА им. А.А. Яблочкиной
«Оркестр» Ж. Ануй — Мадам Ортанс (постановка Н.П. Красноярской, режиссёр П.Е. Тихомиров)
- «Театральная гостиная» (2002 год) на телеканале Культура, ведущая.

Пишет стихи, издала два сборника.